# راود (حفاش)

تعديل مصدري - تعديل

راود هي إحدى قرى عزلة الملاحنة بمديرية حفاش التابعة لمحافظة المحويت، بلغ تعداد سكانها 773 نسمة حسب تعداد اليمن لعام 2004.